# Rytidosperma quirihuense
Rytidosperma quirihuense är en gräsart som beskrevs av C.M.Baeza. Rytidosperma quirihuense ingår i släktet kängurugräs (släktet), och familjen gräs. Inga underarter finns listade i Catalogue of Life.